# Segundo Libro de Nefi
El Segundo Libro de Nefi (en inglés: Second Book of Nephi) también conocido como Segundo Nefi y abreviado:«2 Ne.», es el segundo libro de la colección de textos llamada el Libro de Mormón. Se lo considera escrito por el  anciano profeta Nefi, quien debió vivir alrededor del 600 a. C., en egipcio reformado y sobre planchas oro, siendo traducido por José Smith, hijo. Según las creencias del movimiento de los Santos de los Últimos Días, todos los textos que forman el Libro de Mormón proceden de ciertas planchas de oro, enterradas en una colina del estado de Nueva York durante el siglo V, y que José Smith (h) declaró haber hallado por revelación divina. Dichas escrituras, también según el testimonio de Smith, son inaccesibles en la actualidad pues se encuentran en poder de un ángel. El Libro de Mormón forma parte de los textos canónicos de los Santos de los Últimos Días, quienes, por lo tanto, lo consideran parte de la revelación divina. Los autores que no pertenecen a este movimiento religioso sostienen, sin embargo, que José Smith fue el autor del Libro, basándose en material e ideas de su propio lugar y época; los Estados Unidos en la primera mitad del siglo XIX, durante el llamado: Segundo Gran Avivamiento.
En contraste con el Primer Libro de Nefi, el segundo libro contiene pocos relatos de la historia del pueblo nefita; en su lugar recopila visiones y profecías de Isaías y del propio Nefi.